# Ségolène Royal
Marie-Ségolène Royal (IPA: [segolɛn ʁwajal]), francoska političarka, * 22. september 1953, Dakar, Senegal.
Ségolène Royal se je kot kandidatka Socialistične stranke na francoskih predsedniških volitvah 2007 uvrstila v drugi krog, vendar jo je s 53-55 % glasov premagal Nicolas Sarkozy.